# New England Blizzard 1996-1997
La stagione 1996-97 delle New England Blizzard fu la 1ª nella ABL per la franchigia.
Le New England Blizzard arrivarono quarte nella Eastern Conference con un record di 16-24, non qualificandosi per i play-off.

## Roster
| N° | Naz.                   | Ruolo | Sportivo          | Anno | Alt. | Peso |
| -- | ---------------------- | ----- | ----------------- | ---- | ---- | ---- |
|    | Stati Uniti (bandiera) | AC    | Shanda Berry      | 1967 | 191  | 79   |
|    | Stati Uniti (bandiera) | G     | Latina Davis      | 1974 | 170  | 66   |
|    | Stati Uniti (bandiera) | A     | Clarissa Davis    | 1967 | 185  | 75   |
|    | Stati Uniti (bandiera) | A     | Karen Deden       | 1969 | 193  | 77   |
|    | Stati Uniti (bandiera) | G     | E.C. Hill         | 1971 | 170  | 78   |
|    | Stati Uniti (bandiera) | C     | Dana Johnson      | 1973 | 188  | 89   |
|    | Stati Uniti (bandiera) | G     | Carolyn Jones     | 1969 | 176  | 79   |
|    | Stati Uniti (bandiera) | GA    | Tracy Lis         |      | 178  |      |
|    | Stati Uniti (bandiera) | AC    | Monique Morehouse | 1974 | 191  | 79   |
|    | Stati Uniti (bandiera) | A     | Vicki Plowden     | 1971 | 183  |      |
|    | Stati Uniti (bandiera) | G     | Jennifer Rizzotti | 1974 | 167  | 66   |
|    | Stati Uniti (bandiera) | G     | Charisse Sampson  | 1974 | 180  | 79   |
|    | Stati Uniti (bandiera) | A     | Carla Sterk       |      | 188  | 77   |

## Staff tecnico
Allenatore: Cliffa Foster